# Barrackpur Cantonment
Barrackpur Cantonment è una suddivisione dell'India, classificata come cantonment board, di 22.014 abitanti, situata nel distretto dei 24 Pargana Nord, nello stato federato del Bengala Occidentale. In base al numero di abitanti la città rientra nella classe III (da 20.000 a 49.999 persone).

## Società

### Evoluzione demografica
Al censimento del 2001 la popolazione di Barrackpur Cantonment assommava a 22.014 persone, delle quali 12.215 maschi e 9.799 femmine. I bambini di età inferiore o uguale ai sei anni assommavano a 1.901, dei quali 1.023 maschi e 878 femmine. Infine, coloro che erano in grado di saper almeno leggere e scrivere erano 17.567, dei quali 10.365 maschi e 7.202 femmine.